# McCain Foods
McCain Foods – kanadyjskie przedsiębiorstwo, założone w 1957 roku, zajmujące się produkcją spożywczą. Obecnie jest największym producentem mrożonych produktów ziemniaczanych na świecie. Na polskim rynku McCain działa od 1993 roku. W 1999 roku przedsiębiorstwo otworzyło swoją fabrykę w Strzelinie koło Wrocławia. Jest to jedna z najnowocześniejszych inwestycji firmy w Europie.

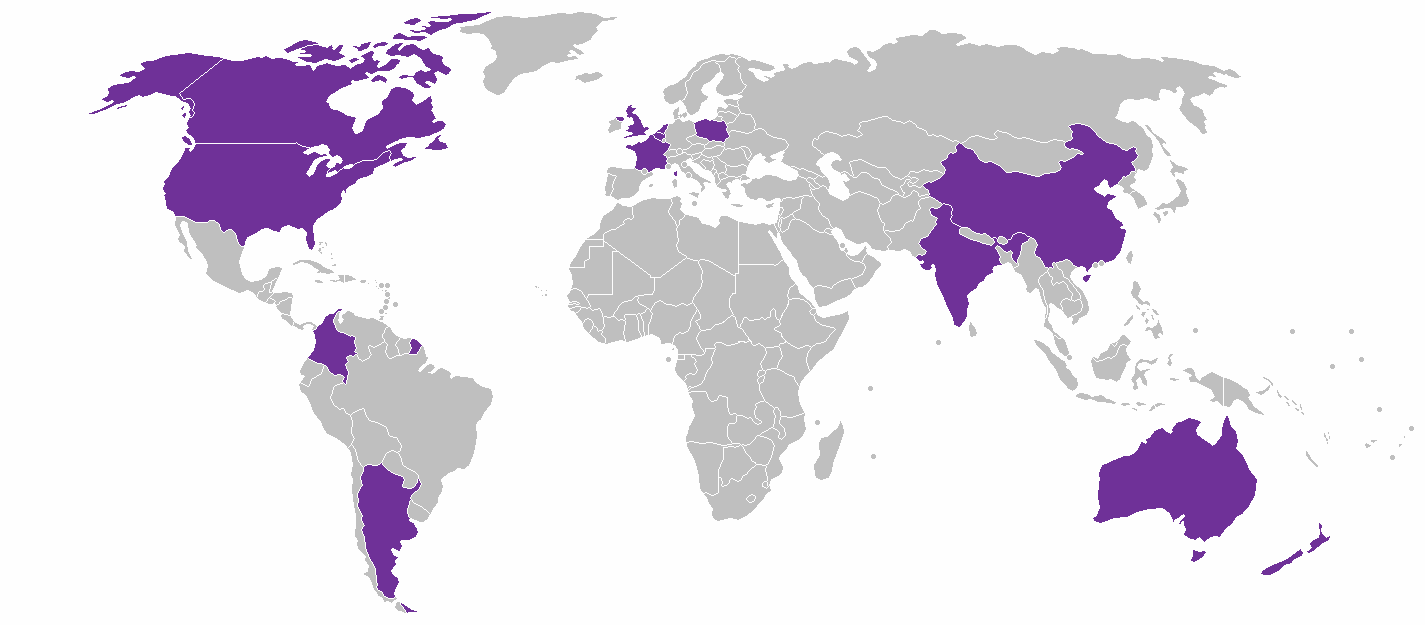
Lokalizacja zakładów firmy McCain na świecie (stan na 2014 rok)

## Historia
Przedsiębiorstwo McCain Foods zostało założone w 1957 roku przez braci Harrisona i Wallace'a McCaina. W pierwszym roku produkcji firma zatrudniała 30 pracowników, a uzyskany przez nią zysk wynosił 150 tys. dolarów. W latach 1970–1990 firma rozszerzyła swoją działalność o dodatkowe rynki gotowej żywności, w tym mrożoną pizzę i warzywa. Od 2017 roku McCain Foods jest największym na świecie producentem mrożonych produktów ziemniaczanych, zatrudniającym ponad 20 000 pracowników i posiadającym 51 zakładów produkcyjnych w 160 krajach, na sześciu kontynentach. Firma generuje obecnie roczną sprzedaż o wartości ponad 8,5 miliarda dolarów kanadyjskich. Według raportu magazynu The Globe and Mail  z 2014 r., jest to 19. największa prywatna firma w Kanadzie. W 2020 r. przedsiębiorstwo zdobyło nagrodę Lausanne Index Prize – Best of Packaging.